# عرض آل هبوع (القطن)
'

تعديل مصدري - تعديل

عرض ال هبوع هي إحدى قرى عزلة القطن بمديرية القطن التابعة لمحافظة حضرموت، بلغ تعداد سكانها 253 نسمة حسب تعداد اليمن لعام 2004.